# Sati

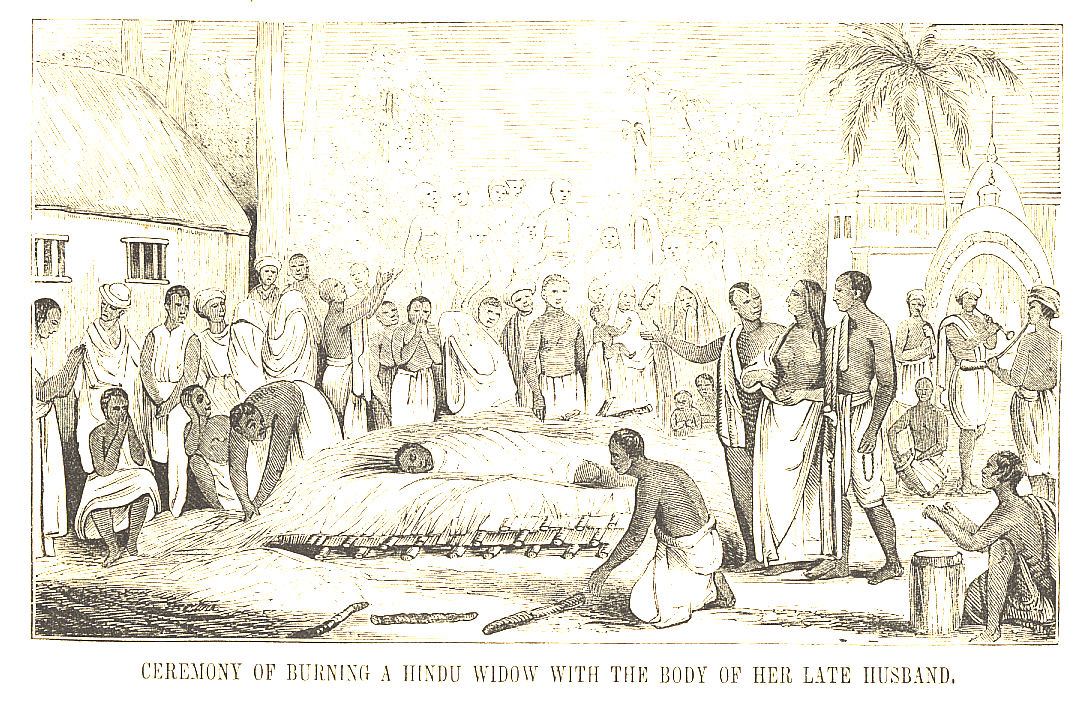
Cerimonial da queima de uma viúva hindu (viva) junto ao corpo de seu esposo falecido, do livro Pictorial History of China and India, publicado em 1851.

Sati ou suttee (em devanágari: सती, o feminino de sat "verdadeiro") é um antigo costume entre algumas comunidades hindus, hoje em dia estritamente proibido pelas leis do Estado Indiano, que obrigava (no sentido honroso, moral, e prestigioso) a esposa viúva devota a se sacrificar viva na fogueira da pira funerária de seu marido morto. 
O termo é derivado do nome original da deusa Sati, também conhecida como Dakshayani, que se autoimolou, porque ela foi incapaz de suportar a humilhação de seu pai Daksha por viver enquanto seu marido Shiva morreu. O termo também pode ser usado para referir-se à viúva. O termo sati agora é às vezes interpretado como mulher honesta.

## Origem
Existem poucos registros confiáveis da prática antes do império Gupta, cerca de 400 a.C. Após essa época, casos de sati começaram a ser inscritos em memoriais de pedra.
A primeira destas pedras memoriais foi encontrada em  Sagar, em Madhya Pradesh, embora as maiores coleções datam de vários séculos mais tarde, e são encontradas no Rajastão. Estas pedras, chamadas de devli ou pedras-sati, tornaram-se santuários para a morta, que foi tratada como um objeto de reverência e adoração. Eles são mais comuns no oeste da Índia (na Índia Ocidental).
Por volta do século V, o sati, como é entendido hoje, era conhecido em grande parte do subcontinente indiano. Ele continuou a ocorrer, geralmente em uma frequência baixa e com variações regionais, até o início do século XIX.
Alguns exemplos de autoimolação voluntária por homens e mulheres que podem ser consideradas como históricas, pelo menos parcialmente, estão incluídas na Mahabharata e outros trabalhos. No entanto, grande parte dessas obras são interpolações finais em uma história original. Muitos, inclusive o Yuganta, segundo Irawati Karve, acreditam que sejam impróprios para datar essa prática. Além disso, nem sacrifício, nem o desejo de autoimolação são considerados como costumes no Mahabharata.
O uso do termo "sati" para descrever o costume de autoimolação nunca ocorre no Mahabarata, ao contrário de outros costumes, como o Rajasuya yagna. Pelo contrário, as autoimolações são vistas como uma expressão de dor extrema com a perda de um ente querido.

## Obrigatórios
O sati era supostamente uma prática que deveria ser voluntária mas sabe-se que muitas vezes foi forçado nas mulheres do subcontinente indiano. Deixando de lado a questão da pressão social, existem muitos relatos de suicídios forçados de mulheres neste ambiente sócio-cultural.
Pictóricas e narrativas descrevem com freqüência a viúva ser assentada sobre a fogueira apagada, e então amarrada ou de outra forma limitada de mover-se para mantê-la na fogueira e impedir uma fuga após o fogo ser aceso. Alguns relatos afirmam que a mulher era drogada (com ópio). Um relato descreve homens usando varas compridas para impedir que uma mulher fugisse das chamas. 
Uma das possíveis razões para o sati forçado seria para impedir que a herança do marido ficasse para a esposa. Não era de se admirar que frequentemente a viúva fosse conduzida à pira funerária pelos parentes do morto.

## Sati simbólico
Houve relatos de satis simbólicos em algumas comunidades hindus. A viúva deita-se ao lado de seu marido morto, e em certas partes, tanto da cerimônia de casamento e as cerimônias fúnebres são prolongadas, mas sem a sua morte.

## Números
Não existem dados confiáveis para o número de pessoas que morreram por sati em todo o país. A indicação de local dos números é dado pelos registros mantidos pela Presidência da Bengala ''Companhia das Índias Orientais Britânica''. O número total de ocorrências conhecidas para o período 1813-1828 é 8,135.

## Visões fora do hinduísmo
O historiador Aristóbulo de Cassandreia que acompanhou Alexandre, O Grande em sua épica viagem à Índia já descreveu um sati presenciado pelas tropas gregas na cidade de Taxila, uma localidade histórica atualmente pertencente ao território paquistanês.
Os principais  visitantes estrangeiros ao subcontinente que deixaram registros da prática eram da Ásia Ocidental, a maioria muçulmanos, e mais tarde, os europeus. Ambos os grupos ficaram fascinados com a prática, às vezes descrita como horrível, mas também, muitas vezes descrita como um ato de devoção incomparável.
Ibne Batuta descreve a cena, mas disse que ele caiu ou desmaiou e teve que ser levada para longe do local. Artistas europeus no século XVIII produziram muitas imagens para seus próprios mercados nativos, mostrando as viúvas como as mulheres heroicas e exemplares moralmente. 
Entre outros exploradores europeus, o português Barbosa visita o império Vijayanagar, em 1510, onde ele presencia um sati, uma prática que segundo ele era prevalente na comunidade xátria.
A religião sique expressamente proíbe a prática desde a origem do Siquismo.
Como o Islã acabou se estabelecendo em parte do subcontinente, as opiniões sobre o sati mudaram e cada vez mais era considerada uma prática bárbara. Os mais antigos  esforços governamentais conhecidos para deter a prática foram realizadas por governantes muçulmanos, incluindo Muhammad Tughlaq.

## Atualmente
Apesar da proibição governamental, existem dezenas de relatos de ocorrências de satis nas últimas décadas, tão recentes quanto ao ano 2006. A erradicação de uma prática cultural tida como nobre exige um esforço contínuo por parte das autoridades oficiais. 
Existem variações dessa prática, por exemplo, há registros de satis simbólicos; e satis de enterramento vivo em comunidades onde a prática excepcional de enterramento prevalece, divergindo do padrão da cremação. 
A prática do sati pode suscitar várias especulações de cunho antropológico-social, fazendo surgir hipóteses tais como a prevenção de um possível assassinato do marido (por exemplo, por envenenamento, como já acreditavam os gregos antigos que tiveram contato com tais aspectos da cultura milenar indiana), dada dinâmica de mestre x escravo nesses casamentos tradicionais; a outra é a bem estabelecida diminuição de interesse por parte da família da  viúva em manter mais uma boca a ser alimentada e sustentada em seu lar. O fato da viúva indiana até hoje em dia ter que enfrentar grandes dificuldades financeiras e a perda de prestígio social perante a sua sociedade parece confirmar tais especulações conceituais (lembrando que uma vez casada a noiva, via regra, muda-se para a casa dos pais do novo marido).

## Práticas culturais comparadas
Compare-se a prática da autoimolação das viúvas de certas comunidades indianas com aquela dos viquingues, anglo-saxões e demais germânicos na qual a sua principal escrava (na prática, sua esposa) devia morrer acompanhando o seu mestre em seu barco funerário que, de acordo com o costume antigo, era incendiado e lançado ao mar.